# Eparchie borisovská
Eparchie borisovská je eparchie běloruské pravoslavné církve nacházející se v Bělorusku.

## Území a titul biskupa
Zahrnuje správní hranice území Berazinského, Borisovského, Krupského, Lahojského, Puchavického, Smaljavičského a Červeňského rajónu Minské oblasti.
Eparchiálnímu biskupovi náleží titul biskup borisovský a marjinohorský.

## Historie
Dne 13. března 2002 byl rozhodnutím Svatého synodu zřízen borisovský vikariát. Stejného roku také zanikl.
Dne 5. března 2010 byl vikariát rozhodnutím Svatého synodu obnoven.
Dne 22. září 2014 se Synod Běloruské pravoslavné církve obrátil na patriarchu moskevského a Svatý synod aby zřídili novou eparchii v Minské oblasti.
Dne 23. října 2014 Svatý synod zřídil borisovskou eparchii, která se stala součástí nově vzniklé minské metropole.

## Seznam biskupů

### Borisovský vikariát minské eparchie
- 2002–2002 Ioann (Choma)
- 2010–2014 Venijamin (Tupeka)

### Borisovská eparchie
- 2014–2020 Venijamin (Tupeka)
  - 2020–2023 Venijamin (Tupeka) dočasný správce
- od 2023 Amvrosij (Ševcov)